# Valeria Lynch
María Cristina Lancellotti (Buenos Aires, 7 de enero de 1952), conocida artísticamente como Valeria Lynch, es una cantante, compositora, actriz y empresaria argentina.

## Biografía
Valeria Lynch nació el 7 de enero de 1952 en el barrio de Parque Chas, Buenos Aires, Argentina. Es la primera hija del matrimonio de María Antonia Spano (Tony) y de José Julio Lancellotti. Desde muy pequeña demostró su afición por el canto y el baile; y a los 14 años mientras estudiaba en el Colegio Comercial Donato Álvarez del barrio de La Paternal, definió su vocación y empezó a estudiar canto con Clara Calvo, y arte dramático con Dante Gilardoni.
En 1969 debutó en la La Botica del Ángel de Eduardo Bergara Leumann con tan solo 17 años de edad interpretando «Cuando un amigo se va».
La primera gran intervención de Lynch se dio de la mano del productor Alejandro Romay en la adaptación argentina del musical Hair, realizada en el Teatro Argentino en 1971 donde demostró sus dotes poniéndole voz a la canción «Acuario, deja entrar el sol» (Aquarius–Let The Sunshine In). Fue Romay quien descubrió su talento y le sugirió usar un seudónimo artístico. El nombre «Valeria» surgió de un personaje que interpretaba la actriz argentina Dora Baret en la telenovela Los hermanos, que Valeria veía con su madre cuando era pequeña, y el apellido «Lynch» lo eligió al azar de la guía telefónica el productor de Canal 9, Jorge Torres.
Otra anécdota de Alejandro Romay, es que le sugirió a Valeria operarse la nariz, lo que hizo a los 19 años y reiteró en 1984 con el Dr. Juan Carlos Elías.
Valeria Lynch se inició formalmente en los años setenta cantando jingles publicitarios y rock underground en inglés con el grupo Expression. También integró el programa televisivo Tribu SRL, con el que grabó dos canciones para el álbum del programa, «Soy una mujer» y «No te desanimes»; así como dos versiones distintas de la canción «Tribu S.R.L.» con el resto del grupo, en el año 1975.
En 1976 se unió con su representante, Héctor Cavallero (excompañero de Susana Giménez), quien la había descubierto por 1974 en los clubes underground de Buenos Aires, cuando Lynch era cantante de rock. La anécdota cuenta que Cavallero la vio cantar y quedó tan fascinado que la esperó en los camerinos y le ofreció representarla y lanzar su carrera como cantante romántica. La pareja tuvo dos hijos, Federico (nacido en 1979) y Santiago Cavallero (nacido en 1986). Después de dieciocho años de convivencia, se separaron en 1995. Luego contrajo matrimonio con el cantante brasileño Cau Bornes quien tenía una hija, Tais, con la fallecida cantante Tamara Castro. Valeria la tomó como su propia hija y vive con ella hasta hoy.
Cuenta con residencia Uruguaya.

### Debut y primeros pasos en la industria del disco

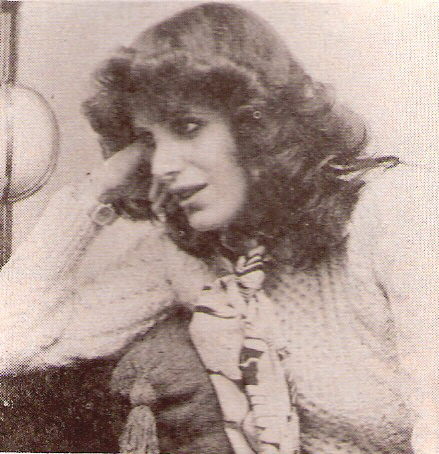
Valeria Lynch a sus 27 años

En 1977 editó su primer álbum, llamado Valeria Lynch, y la portada fue un dibujo de su perfil hecho por su amigo Horacio Fontova. Su versión de la canción «Mujer sola», autoría de la italiana Mia Martini (Domenica Berté), fue el primer corte de difusión.
Su debut como cantante baladista pop fue en el escenario de Michelangelo en el barrio porteño de San Telmo.

### Década de 1980
Durante los años ochenta el éxito de Valeria Lynch se expandió por toda América Latina. Sus canciones llegaron a Estados Unidos, Latinoamérica, España, Holanda, Japón, Rumania, Italia y la Ex Unión Soviética.
En 1980, mientras realizaba la comedia musical Están tocando nuestra canción junto a Víctor Laplace y Cipe Lincovsky, en Buenos Aires, editó su tercer álbum de estudio titulado Capricornio.
En 1981 Valeria estaba en México en gira de promoción y gente de su compañía discográfica le sugirió presentarse al casting de la ópera rock Evita, dirigida por Harold Prince. Los productores mexicanos habían elegido a la mexicana Rocío Banquells, pero Harold Prince quería a Valeria, por lo que se decidió que ambas fueran protagonistas.
En 1982 lanzó el álbum Quiéreme, del que su versión del tema «Mentira», canción compuesta por el chileno Buddy Richard y éxito del nicaragüense Hernaldo Zúñiga, se constituyó en el exitoso sencillo que la catapultó al estrellato. Con esta producción logró una nominación al premio Grammy gracias a las orquestaciones incluidas, siendo ésta la primera vez que el premio se hacía extensivo a las grabaciones de habla hispana. En este disco, en la canción «Esto se llama amor» participó el cantante Jeffrey Osborne.
En 1983 llegó al mercado Un poco más de mí, disco que en algunos países se conoció con el nombre de Contigo soy capaz de todo.
La canción «Amiga mía», que un año antes grabase la cantante venezolana Miriam Ochoa sin lograr trascendencia alguna, fue en la voz de Valeria un éxito.
En 1984 firmó contrato con RCA ARIOLA, y comenzó la etapa más fuerte y exitosa en la carrera de la cantante con ventas millonarias de sus distintas grabaciones. El disco Cada día más, con los sencillos «Qué ganas de no verte nunca más», «Ella, la loca», y «Me das cada día más», la consolidaron en el gusto popular. De aquí en adelante comenzarían las presentaciones y giras interminables por toda Hispanoamérica.
1985 fue el año del lanzamiento de la placa Para Cantarle a la vida; los temas «Señor amante», «Querido mío», «Qué mal elegiste», «Eres el hombre», «Yo sin él» y «Como una loba» convirtieron a este disco en uno de los más vendidos en toda la región. Tal fue el éxito, que solamente en Buenos Aires, convocó a casi 100 000 espectadores en 53 funciones con su concierto en el Teatro Astros. En noviembre de 1985 fue invitada a participar en el Festival Internacional de la Canción Popular Yamaha en el auditorio BudoKan de Tokio, Japón. Cantando ante más de 15 000 personas ganó el premio a la Mejor Intérprete del Festival y el Gran Premio del Jurado, con la canción «Puzzle» (Rompecabezas) que le permitió desbancar en la competencia a La Toya Jackson, hermana de Michael Jackson.
El presidente del jurado japonés Genichi Kawakami expresó que eligió a Lynch por su técnica interpretativa, su desplazamiento sobre el escenario y su dominio del micrófono, y añadió que el veredicto del jurado coincidió con el voto del público asistente, consiguiendo el 91 % de los votos.
"Eso fue mágico. Un directivo de la Phonogram, la compañía para la que yo grababa, me comentó que estaban audicionando para el Festival Yamaha y me preguntó si quería participar. Le dije que sí y me guardé el formulario con las bases. Luego viajé a Los Ángeles para grabar un CD y ahí decidí no incluir una canción compuesta por mí, que se llama Puzzle (rompecabezas) y la envié al concurso el mismo día que cerraba la convocatoria. Los japoneses me mandaron un telegrama diciendo que la canción había quedado seleccionada entre más de dos mil temas. Luego pasó a estar entre 25 canciones, que fueron las que compitieron. Hasta ese momento Michael Jackson no había estado nunca en Japón, pero el día de la final presentó un video en el que felicitaba a La Toya Jackson, diciendo: «Saludo a mi hermana que ganó». Entonces cuando me tocó cantar en el festival, el jurado se le dio vuelta al presidente del mismo, Genichi Kawakami, y le dijeron que si tenían que votar condicionados, se retiraban. Finalmente me votaron a mí como mejor intérprete junto con Italia y como mejor canción. Yo me morí. Imaginate que estábamos solos, nadie nos conocía. Recuerdo que en el mismo festival yo quería que un periodista de la agencia de noticias EFE, me entrevistara y me dijo: «¿Tú quién eres?». Le expliqué que me llamaba Valeria Lynch y que representaba a Argentina. El periodista me dijo que no tenía tiempo, entonces le dije: «Ah, bueno: yo voy a ganar; cuando gane y usted me quiera hacer una entrevista, no se la voy a dar». Cuando finalmente gané, este señor se me acercó y me dijo: ¡Qué divina! Tenías razón: ibas a ganar. ¿Vamos a hacer una nota?. No, no tengo tiempo, estoy muy ocupada, le respondí. Y no le di la nota. ¡Mirá qué mala que soy!"; cuenta Valeria Lynch."
La canción fue incluida en una segunda edición del disco Para cantarle a la vida y en México y Estados Unidos fue editada en el disco Sin Fronteras.
En 1986 editó Sin fronteras. Sencillos como «Ámame en cámara lenta», «Fuera de mi vida» y «Muñeca rota», logran por sus ventas, reconocimientos de multiplatino en distintos países de Latinoamérica; las canciones «Y tú no estás» y «Te amo» fueron versionadas por la mítica cantante cubana La Lupe, dándole a la letra de los temas un giro religioso y fueron adoptadas por las comunidades evangélicas de Hispanoamérica, siendo interpretadas en sus templos hasta el día de hoy. Ese año su canción «Me das cada día más», fue parte de la banda sonora oficial de la película Héroes. Así mismo Valeria fue invitada por Barry Manilow y grabaron a dúo «Even now» que se conoció con el nombre de «Hasta hoy» para el álbum Grandes éxitos en español del cantante estadounidense. Además su casa de discos le propuso establecerse en la ciudad de Los Ángeles, Estados Unidos, para manejar su carrera a nivel mundial. Terminando ese exitoso año grabó con el cantante mexicano Marco Antonio Muñiz el tema «Para no estar triste esta Navidad» que se convirtió en número uno de ventas en el país azteca y fue editada en la versión mexicana del disco Sin Fronteras.  A finales de 1986 se lanzó Valeria canta el tango, convirtiéndose en el álbum de tango más vendido de la historia fonográfica argentina, según CAPIF (Cámara del Disco de Argentina), hasta 2009 (a nivel global el récord lo tiene Julio Iglesias con su disco Tango) y filma en Puerto Rico junto a Raúl Juliá la película Tango bar, con la que viaja a diferentes festivales de cine del mundo. Definitivamente 1986 fue el año de la consolidación de Valeria Lynch como una de las grandes intérpretes de la canción en español.
En 1988, el disco A cualquier precio con un sonido netamente pop rompe con todos los pronósticos al arrasar en las ventas. Ese mismo año se presenta en el mítico Carnegie Hall de Nueva York con localidades agotadas durante dos noches. El periódico New York Times la elige como «Una de las cinco mejores voces del mundo».[cita requerida]  La gira «A cualquier precio» agota localidades en las principales plazas del continente y realizó especiales para la televisión de Puerto Rico, Estados Unidos, Argentina y México. Obtiene el Latin Award en la categoría «Voz de voces» y presentó su espectáculo en el Hotel Desert Inn de la ciudad de Las Vegas. El tema «Si tanto te ame», que fuera el más exitoso de esta placa en los Estados Unidos, también es versionado por La Lupe.
En 1989 compuso y grabó «La extraña dama» para la telenovela homónima del Canal 9 de Argentina. La canción es incluida en el disco Energía que vendió antes de su salida 60 000 copias y presentó en nueve funciones en el Teatro Gran Rex de Buenos Aires.
En dicha placa se incluyó la canción «Hay un mañana» a dúo con el cantante mexicano José José. Realizó una gira multitudinaria por toda América y es elegida la Figura del año por la Asociación Cronistas del Espectáculo de Nueva York. Además se presentó por tercera vez en el Carnegie Hall, acompañando al cantante Marcelo Alejandro en el marco de un festival de música.
Los altos niveles de audiencia que marcó la telenovela La Extraña Dama en los casi cien países donde se emitió produjo que la cortina musical interpretada por Valeria Lynch llegase a mercados como Italia, Israel, Egipto, Rumanía, Rusia, Polonia, Hungría, Australia, Grecia, Filipinas y Turquía, donde sus discos aún no habían sido editados.
Entre 1983 y 1989 Valeria Lynch fue la artista argentina que más canciones colocó en las principales listas de ventas y preferencia de música de Latinoamérica, logrando por sus ventas reconocimientos de discos de oro, platino y multiplatino en diferentes países de la región.
Su sonidista favorito fue Jorge "Mosquito" Garrido, puede verse en los detalles de cada álbum, incluso lo menciona en una grabación en vivo en el Teatro Gran Rex.

### Década de 1990
Durante la década de los noventa la carrera de Valeria Lynch fue más tranquila, consolidada en el gusto popular supo adaptarse al cambio de la industria discográfica puesto que ese mercado del vinilo que la vio nacer dejaba paso al CD y al video como modo de difusión primario. El sonido impuesto por la cantante priorizó el vanguardismo siguiendo con la línea melódica y colocó éxitos como la década pasada sin realizar giras continentales como hasta entonces. También volvió a la comedia musical y supo ganarse con su trabajo la aprobación de la intelectualidad argentina que tiempo atrás no comprendía tanto éxito en una figura de corte netamente popular.
En 1990 participó, fuera de concurso, en el Festival de San Remo. Su casa discográfica RCA-BMG editó un disco recopilatorio titulado Mis mejores canciones.
Solo en Argentina esta placa vendió poco más de 200 000 copias.
En 1991 grabó en Roma el disco Háblame de amor y realizó dieciséis funciones consecutivas en el teatro Opera de Buenos Aires, superando el récord que ostentaba, en presentaciones en esa sala, el español Julio Iglesias. Hacia finales de ese año convoca a más de 100 000 espectadores en su concierto en la Av. 9 de Julio, de Buenos Aires, y la ven otras 150 000 personas en su recital en La Fiesta de la Manzana, en General Roca provincia de Río Negro. También realizó un especial de su disco para la televisión chilena.
En 1992 realizó una nueva versión de «Están tocando nuestra canción» junto a su compañero y amigo Víctor Laplace y lanza al mercado discográfico Sin red.
En el invierno de 1993 realizó en el Teatro Opera de Buenas Aires el espectáculo Valeria Lynch y los grandes, tres funciones que contaron con la participación de Jorge Guinzburg, Antonio Gasalla, Mercedes Sosa, Horacio Fontova, Fabiana Bravo y Sandro. Este recital se transmitió por el El Trece.
1994 es el año del lanzamiento de Caravana de sueños, disco producido por Michael Sembello, productor de Stevie Wonder, Michael Jackson y Donna Summer.
Esta placa discográfica fue un quiebre en la carrera de Valeria puesto que el sonido pop la alejaba de su estilo tradicional; si bien tuvo edición mundial, la producción no alcanzó las ventas esperadas. El CD incluía cuatro temas que el mismo Sembello había editado en su disco Caravan of dreams de 1992. También en ese año debutó en El Trece de Argentina con el programa Soñando con Valeria: un programa musical que contó con la participación de Raphael, Simone, Fabiana Cantilo, Dionne Warwick, Tony Bennet, Eros Ramazzoti, Roberto Carlos, Ana Belén, Víctor Manuel, Botton Tap, Lucecita Benítez y José Feliciano, entre otros, con quienes compartió entrevistas y canciones a dúo. En noviembre de ese año, fue reconocida en Perú con el premio «Paloma de la Paz».
En el año 1995 llegó el turno de interpretar a Aurora, el personaje central de El beso de la mujer araña, nuevamente bajo la dirección de Harold Prince, quien fue determinante, cuando los productores argentinos lo convocaron para que dirigiese la puesta de El beso en Buenos Aires, y le consultaron sobre quien podría ser la protagonista, Prince dijo: «Quiero a Valeria Lynch», como así también participó en el homenaje a Carlos Gardel en el 60° aniversario de su fallecimiento, llevado a cabo en el Teatro Nacional Cervantes con la producción de Grupo América, interpretando en tango La cumparsita.
Durante 1996 editó su último trabajo de estudio para la disquera BMG. De regreso al amor fue un disco de baladas clásicas pop y arreglos de Rhythm and Blues, siendo los cortes de difusión Sin piedad (a dúo con su compositor Jorge Serrano) y Luz de mis ojos (esta última compuesta por el cantautor César ''Banana'' Pueyrredón)
En 1997 fue invitada por el cantante español Enrique Iglesias a participar de su concierto en el Estadio de River Plate, Buenos Aires, Valeria le hizo coros en la canción  «Experiencia religiosa».
En ese año realizó para la cadena de televisión HBO un especial musical grabado en el teatro Opera de Buenos Aires, llamado Los Románticos, La Última Cita junto a Armando Manzanero, Soledad Bravo y Nana Caymi. Durante la temporada estival de ese año condujo una cámara sorpresa en el programa Videomatch emitido por Telefe, conducido por Marcelo Tinelli, llamada Vale Valeria  llegando a picos de 42 puntos de audiencia.
En 1998 y como fin a 14 años de relación contractual con BMG ARIOLA, su casa disquera, se lanzó un disco compilatorio con arreglos dance en algunos de sus temas. Baila conmigo logró la certificación de disco de oro. Durante los meses de junio y septiembre condujo por América Televisión (Argentina) el programa Más te vale que contó con la participación de músicos invitados como María Martha Serra Lima, Jairo, Víctor Heredia, Carmen Flores, Claudia Puyo , Los Nocheros, Enrique Pinti, Sandra Mihanovich, Alberto Plaza entre otros.
En enero de 1999 debutó como actriz en la telenovela Salvaje del canal Azul Televisión de Argentina, la tira se enmarcaba dentro del género de música tropical, de aquí se desprendería el sencillo «Llamas en el corazón» interpretado por Valeria y que tiempo después la española Isabel Pantoja grabase en versión flamenca. Mientras que por las noches, protagonizó junto a Patricia Sosa el musical Las hijas de Caruso en el teatro Liceo, incursionando también en la música clásica, sin embargo la respuesta del público no fue la esperada y la temporada se levantó a las pocas semanas.

### Nuevo milenio
En el año 2000, ya sin contrato con casas disqueras multinacionales, editó su primera producción independiente de la mano de la Editorial Atlántida de Buenos Aires, el disco Algo natural, el cual logró reconocimiento de platino por 60 000 copias vendidas. La particularidad de este CD es que se comercializó en puestos de diarios y revistas. En el exterior fue distribuido por sellos discográficos regionales. El disco incluye una versión en español de la canción «Quisiera ser tu luz «Living From Day To Day / Ani Chaya Li Mi'Yom Le'Yom» de la cantante israelí Rita Kleinstein. En julio de ese mismo año protagonizó una temporada del espectáculo infantil Lucía, la maga en el teatro El Nacional.
Durante el verano de 2002 fue invitada al Festival de Viña del Mar, ella es compositora de la canción «Soy tu ángel» interpretada por Óscar Patiño en la competencia internacional que logró ganar. Ese mismo año se presentó en tres funciones en el teatro Ópera de la ciudad de Buenos Aires.
En el 2003 realizó junto a las actrices Alicia Bruzzo y Emilia Mazer la pieza teatral Los monólogos de la vagina.
En 2004 lanzó al mercado su álbum «Vivo por Valeria», grabado en directo en el Teatro Ópera de Buenos Aires. La gira de presentación de este disco convocó a más de 250 000 personas en sus diferentes actuaciones por Argentina, y Uruguay. Así mismo, ese año la convocó Nito Artaza para protagonizar el espectáculo Argentina todo un espectáculo.
En 2005, editó «Nosotras», de la mano de Roberto Livi.
En 2006 interpretó en el teatro El Nacional de la Avenida Corrientes de la Ciudad de Buenos Aires el musical Víctor Victoria y participó del jurado del programa televisivo Cantando por un sueño. Actualmente desarrolla también su carrera de docente, con una cadena de escuelas de comedia musical ubicadas en varias ciudades de Argentina.
Durante la primera mitad del año 2007 se la encontró realizando la comedia musical Víctor Victoria cuyo término de temporada lo realizó en el Teatro Teletón de Santiago de Chile. En noviembre de 2007 presentó un nuevo espectáculo Como Nunca en el teatro Gran Rex de Buenos Aires.
En marzo de 2008 presentó el espectáculo Bien argentino, convocando a más de 60 000 espectadores, donde compartió escenario junto a Raúl Lavié y Laura Fidalgo.
En abril de 2009 debutó nuevamente con Nito Artaza y junto a Chico Novarro del espectáculo de revista Arráncame la risa, un espectáculo que vale. En noviembre de ese mismo año presentó su espectáculo Cada día más Valeria convocando a más de 15 000 personas en el teatro Gran Rex de Buenos Aires, contando con la presencia de Estela Raval, Pimpinela y Palito Ortega.

### 2010
Durante el verano de 2010 fue la atracción principal de la revista Carnaval de estrellas en la ciudad de Carlos Paz, en la provincia de Córdoba, Argentina, y liderando la taquilla puesto que vieron la obra 60 000 espectadores. Su interpretación de la canción «Grande amore», que fuera un éxito en la voz de Mina Mazzini, fue uno de los cuadros más celebrados del musical.
En noviembre de 2010 llegó al mercado, luego de cinco años de silencio discográfico, su disco O todo o nada, que fue producido por Horacio Lanzi para Leader Music. A días de su lanzamiento el CD recibió la certificación de oro y se presentó en el teatro Gran Rex de Buenos Aires durante cinco funciones.
Durante 2011 Valeria Lynch realizó una gira de presentaciones por Argentina, Paraguay y Uruguay.

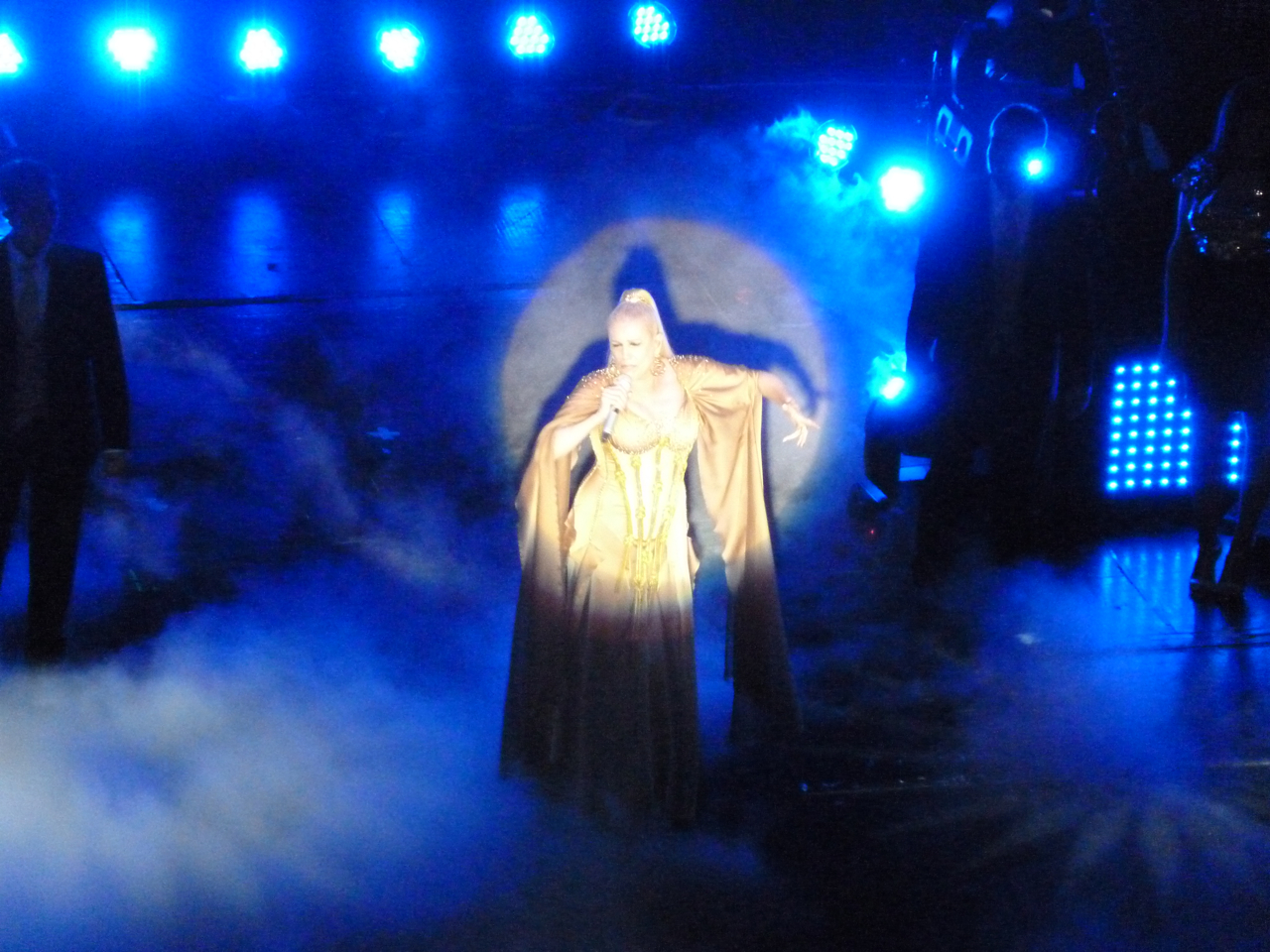
Valeria Lynch en 2011, en el Teatro Gran Rex.

Asimismo en el mes de agosto lanzó su perfume Loba, nombre inspirado en la canción «Como una loba» (1985). En noviembre del mismo año comienza una gira de presentaciones por Estados Unidos,
Argentina y Uruguay con su nuevo tour «Loba». Durante 2012 Valeria participó como jurado de los ciclos televisivos «Soñando por Cantar» y «Cantando por un Sueño» emitidos por Canal 13. Hacia finales de año, presentó su nuevo espectáculo «Valeria... Vale!!!» en el Teatro Gran Rex, logrando reunir a más de 15 mil personas en 5 funciones.
A principios de 2013 realiza una gira. Además comienza con la selección de temas para su nuevo trabajo discográfico que estará bajo la producción de Rudy Pérez. Así mismo, el 29 de mayo se presentó en el Teatro Colón de Buenos Aires en el marco del espectáculo «Las Elegidas» donde acompañada de una orquesta sinfónica interpretó su clásico «Piensa en Mi».
Ya a finales de 2013 Valeria se vuelve a presentar en el Teatro Gran Rex de Buenos Aires, con su nuevo Show titulado «La Elegida» los días 9-10-23 y 24 de noviembre.
Durante los primeros meses de 2014 realiza una gira por Argentina, Paraguay y Uruguay tomándose el mes de febrero para grabar en Miami, el disco «Valeria con todo», con producción de los españoles Rafael Vergara y Pablo Manresa y la Colombiana Vicky Echeverry, editado el 24 de junio por Sony Music Argentina en toda Latinoamérica, marcando su regreso a una compañía multinacional.
El primer corte de difusión es la canción «Un nuevo día» que fue presentado como leiv motiv de apoyo a la selección argentina en el Mundial de Fútbol Brasil 2014. En esta nueva producción discográfica Valeria incluye por primera vez el tema «Soy tu ángel», por el que ganó como compositora la Gaviota de Plata, en el Festival Internacional de la Canción de Viña del Mar en el año 2002. En los meses de noviembre y diciembre presenta su espectáculo «Valeria con Todo» en el teatro Gran Rex de Buenos Aires durante cuatro noches y recibe en Estados Unidos el premio Grammy Latino a la Excelencia Musical por su aporte a la música popular de Hispanoamérica, reconocimiento que le llega 32 años después de haber obtenido el disco «Quiéreme» una nominación al Grammy por las orquestaciones de la canción «Cambias mi Amor».
A principios de 2015 realiza una gira multitudinaria por Argentina y Uruguay con su exitoso show "Valeria Con Todo". El 23 de marzo se presenta en el Teatro Colón de Buenos Aires junto al reconocido tenor Darío Volonte en el marco del recital "Las elegidas & los elegidos Duetos" interpretando "Cada Día Más". Luego de 15 años regresa a Puerto Rico y el 25 de abril participa del concierto "Grandiosas" en el Centro de Bellas Artes de Caguas. Así mismo realiza una participación en la telenovela Esperanza Mia dando vida a la hermana Celeste.
El 28 de junio se presenta en el Teatro Colón de Buenos Aires con su concierto "Valeria Sinfónica". El show fue presentado por locutor Oscar González Oro y participó como invitado el cantante, actor y animador chileno Luis Jara, con quien interpreta la canción "Y tu no estás". Así mismo, a diferencia de Ginamaria Hidalgo, Astor Piazzolla, Alberto Cortez, Gustavo Cerati, Soledad, Mercedes Sosa y Charly García, los otros cantantes y músicos populares que a lo largo de la historia del Teatro Colón se presentaron en dicho escenario, Valeria Lynch fue la única figura en realizar dos funciones en un mismo día con lleno total.
Los días 25 y 26 de junio de 2016 presentó su espectáculo "Grande Val" en el porteño Teatro Gran Rex. En esa ocasión estuvo secundada por una banda de 10 músicos y cuatro coristas, junto a quienes repasó los temas clásicos de su repertorio de más de 40 años de trayectoria.
En mayo de 2017 participa de la apertura del programa de televisión ShowMatch interpretando "Maybe This Time". El 13 de julio se presentó en México, luego  de 31 años sin visitar la tierra azteca. La cantante fue parte del mega espectáculo "GranDiosas" que, en esa oportunidad, reunió a Rocío Banquells, Manuoella Torres, Dulce y María Conchita Alonso. Además, el 21 de julio se presentó en el teatro Metropolitan (Ciudad de México) con su espectáculo "Única". En ese show, además de sus éxitos, interpretó "No tengo dinero" de Juan Gabriel y "Te llamé" de Cristian Castro.
El 17 de noviembre de 2017 presentó su álbum "Extraña dama del rock" dominado por reversiones de clásicos de rock argentino. Desde Los Tipitos hasta Attaque 77, pasando por Ricardo Mollo y el ex Almafuerte Claudio Marciello, un puñado de músicos de renombre se sumaron como invitados al disco en el que la cantante dice haber volcado las influencias de su juventud (King Crimson, Pink Floyd y Cream). La presentación oficial del álbum se dio el 24 y 25 de noviembre en el Teatro Gran Rex. La primera parte del show interpretó sus éxitos y, en la segunda, presentó las versiones de rock junto a la banda que la acompañó en el álbum.
El 28 de enero de 2018 se presentó con su espectáculo "Extraña dama del rock" en La Trastienda, escenario icónico del circuito musical de la Ciudad de Buenos Aires. El 2 de marzo se vuelve a presentar en La Trastienda a pedido del público. En abril protagonizó Sunset Boulevard, una puesta teatral basada en la película de cine negro que Billy Wilder dirigió en los 50, llevada a los escenarios en numerosos países y que en su versión porteña tiene como protagonistas a la cantante Valeria Lynch y al actor Mariano Chiesa. 
En mayo del mismo año, fue galardonada con el Premio Gardel en la categoría de intérprete femenina de rock. Compartió la distinción con Fabiana Cantilo y Adriana Varela.
En septiembre, en el marco de los Premios Hugo, Sunset Boulevard fue la gran ganadora de la noche, obteniendo 14 premios. Entre ellos, la distinción a Mejor intérprete femenino por Valeria Lynch. Además, en octubre nuevamente se vuelve a distinguir a la comedia musical y, una vez más, Valeria fue reconocida en la categoría Actuación femenina en musical / music hall y/o café concert.
Luego de su exitoso álbum “Extraña Dama del Rock”, Valeria vuelve a apostar al rock y preparó una renovada versión en Rock de sus mejores canciones, se presentó en vivo en el Teatro Gran Rex el 14 y 15 de diciembre.
El 2 de mayo de 2019, Valeria forma parte del jurado, junto al dúo Pimpinela y a Patricia Sosa, del nuevo programa de Canal 13, "Genios de la Argentina", conducido por Marcelo Tinelli.
En agosto anuncia su separación y, de esta manera, pone fin a 13 años de matrimonio con el artista brasileño Cau Bornes.
En septiembre se vuelve a presentar en La Trastienda donde adelanta algunas versiones de su próximo álbum. El mismo se llamó “Rompecabezas - Terapia de Rock” en el mismo, Valeria repasa algunos hits de su carrera (varios de su autoría) con versiones renovadas. Además, Valeria Presenta dos Temas Inéditos “Está Todo Mal” y “Sólo Ésta Vez” y duetos con invitados de lujo como Rubén Rada “Energía Para Querer Y Poder”, Fabi Cantilo “Yo sin él”, Beto Cuevas “Y Tú No Estás”, Ale Sergi “Me Das Cada Día Más” y Mariano Martínez "La vida pasa". Con este último se la vinculó sentimentalmente, situación que ambos no negaron ni afirmaron. 
La cantante cierra el 2019 en La Trastienda presentando "Rompecabezas" junto a la banda que la acompañó en sus dos últimas producciones.

### 2020
La cantante inicia el nuevo año con nuevos rumores sobre su relación con el músico Mariano Martínez. Ellos no se expresan al respecto pero se muestran juntos en eventos, recitales y en sus redes sociales.
A fines de enero la actuación de Valeria Lynch fue el cierre de la gala de la Fiesta Nacional de la Calle Angosta (Villa Mercedes - San Luis)
El 10 de febrero se presenta a sala llena en el mítico anfiteatro de Villa María en Córdoba con su espectáculo "Rompecabezas".
El 8 de marzo la cantante fue la figura central del "Festival Opus" de Río Cuarto.
Durante la pandemia provocada por el COVID-19 la cantante estrena en sus redes sociales "Una canción de amor". Se trata de una nueva versión "desde casa" de una canción del repertorio de la cantante de los años ´90. Participa en los instrumentos, filmación y edición el músico Mariano Martínez. Según Lynch, "Es hora de detener esta carrera alocada hacia la nada misma y rescatar los valores simples de la vida como el despertar, el abrazo al ser querido, la emoción, la alegría, el silencio y sentirse vivo"
Después llega una segunda propuesta grabada desde su casa, esta vez se trató del éxito That Thing You Do en el que comparte la pieza con Mariano Martínez, Leo Calomino, Luli Bass y Heber Vicente.
En abril, la cantante graba, "Hallelujah" junto a su hija Tais Bornes (Hija de su exmarido Cau Bornes y de Tamara Castro). La versión se viralizó rápidamente en las redes sociales. Sobre esta propuesta, Lynch dijo "¿Qué seríamos sin las ilusiones, los sueños y la esperanza? Se nos acabarían las ganas de seguir luchando, de vivir intensamente, de agradecer las cosas simples que se nos presentan a diario. Elegimos esta canción porque es un himno a la vida."
En junio, llega una nueva entrega y ahora es el turno de The Great Gig In The Sky de Pink Floyd, acompañada por la banda de rock Los Burritos. Nuevamente, la cantante es noticia en los medios de comunicación, quienes se hicieron eco de la calidad de la versión de esta canción de la banda inglesa de los años ´70. Días más tarde, Valeria comparte en sus redes una renovada versión de "Dressed For Success" popularizado por Roxette. En esta oportunidad Valeria comparte la canción con su corista Jessica Yacovino y con su amigo y productor Mariano Martínez.
Valeria ha demostrado su versatilidad y talento durante los meses de agosto y octubre al realizar dos recitales vía streaming. El primero de ellos fue un emotivo encuentro desde su casa, donde contó con la compañía de Mariano Martínez, compartiendo una experiencia íntima con su público.
En el segundo recital, Valeria se lució aún más al presentarse junto a su banda completa, sus hijos Santiago y Federico Cavallero y su actual pareja, Mariano Martínez, como artista invitado. El show, que duró casi dos horas y media, fue un verdadero éxito, atrayendo a una audiencia de 10,000 personas que sintonizaron el espectáculo desde la comodidad de sus hogares.
Durante el recital, Valeria deleitó a sus seguidores con sus grandes éxitos, mostrando su increíble talento y carisma en el escenario. La presentación fue muy bien recibida por el público, y las redes sociales se llenaron de elogios y mensajes positivos sobre su actuación.
Pero la conexión con sus fanes no terminó con el recital, ya que Valeria también llevó a cabo un "Zoom & Greet" después del show. Numerosos admiradores tuvieron la oportunidad de participar en un sorteo organizado por la producción y ganar la posibilidad de interactuar con su artista favorita durante casi una hora.

## Otros proyectos
Tiene la Escuela Musical Valeria Lynch, contando con 16 sedes en distintos puntos de Argentina y una escuela en Montevideo, Uruguay. Su objetivo principal es "formar Intérpretes de Musicales y Óperas Rock con excelencia técnica, alta capacidad creativa, y sentido innovador, sólida base conceptual, capacidad crítica y reflexiva respecto de su interpretación y la de otros, comprensión y postura crítica respecto de la realidad nacional y sus requerimientos en el ámbito del espectáculo".

## Voz
Valeria Lynch posee un registro vocal de mezzosoprano agudista. Posee un timbre de voz fuerte y característico, con un vibrato muy pronunciado; tiene la habilidad de mantener notas agudas por más de 13 segundos, y es capaz de manejar con facilidad las colocaciones, los matices y el vibrato lo que le da una agilidad, destreza y volumen admirables. Además, cuenta con muchas habilidades propias de la ópera (si bien ella misma resalta a la ópera como el estilo más difícil y exigente de todos) como la de la utilización de la voz de cabeza, tesitura, staccato, mezza di voce, entre otras. Su rango vocal se extiende desde un A2 (La2) a un E6 (Mi 6), completando tres octavas, tres tonos y un semitono. Su registro de voz mixta o Belting es de una octava y dos tonos (A4 o La4 - C#6 o Do#6). Su nota más alta en voz completa es un C#6 (Do#6) otorgándole, tres octavas y 2 tonos de registro de voz de pecho. El paso de los años oscureció y desgastó la voz de la cantante (no obstante, a pesar de la edad, conserva muchas de las habilidades de su juventud), dejándole como registro C3 (Do3) a un A5 (La5) con voz de pecho (dos octavas, 4 tonos y un semitono) y Eb6 (Mib6) con voz de cabeza (tres octavas, un tono y un semitono).[cita requerida]

## Discografía
Álbumes de Estudio
- Valeria Lynch (1977)
- Yo soy tu canción (1979)
- Capricornio (1980)
- Quiéreme (1982)
- Un poco más de mí (1983)
- Cada día más (1984)
- Para cantarle a la vida (1985)
- Valeria canta el tango… (1986)
- Sin Fronteras (1986)
- A cualquier precio (1988)
- Energía (1989)
- Háblame de amor (1991)
- Sin red (1992)
- Caravana de sueños (1994)
- De regreso al amor (1996)
- Algo natural (2000)
- Nosotras (2005)
- O todo o nada (2010)
- Valeria con todo (2014)
- Extraña dama del rock (2017)
- Rompecabezas (2019)

Álbumes En Directo
- En vivo (1984)
- Vivo por valeria (2004)
- La Maxima - En Vivo En El Gran Rex (2011)
- Loba - En Vivo En El Gran Rex (2012)
- Valeria Vale - Valeria Lynch En Vivo En El Gran Rex (2014)
- Sinfónica (2015)

## Televisión
- 2025, Se Siente Argentina - Villa María 2025 Televisión Pública.
- 2025, Los 8 escalones como jurado invitada. El trece.
- 2024, Los 8 escalones de los tres millones como jurado invitada. El trece.
- 2023, La Voz Kids Uruguay como coach Canal 10
- 2022-2024, La voz Uruguay como coach Canal 10
- 2021, Los 8 escalones del millón como jurado invitada. El trece.
- 2019, Corte y confección Como cantante (tema principal) y como invitada en la gran final. eltrece.
- 2019,  Showmatch jurado del segmento de canto Genios de la Argentina. eltrece.
- 2015, Esperanza mía como actriz (Sor Celeste). El Trece.
- 2014,  Tu cara me suena 2 jurado invitada Telefe
- 2013, Solamente vos, como actriz (cameo). El Trece.
- 2012, Sos mi hombre como actriz (cameo). El Trece.
- 2012, Cantando por un sueño 2012 jurado. El Trece.
- 2012, Soñando por Cantar jurado. El Trece.
- 2011,  Cantando por un sueño 2011, jurado. El Trece.
- 2009, Showmatch, jurado de El musical de tus sueños. El Trece.
- 2008, Por amor a vos, como cantante (tema principal junto a Cacho Castaña) y como actriz (participación especial). El Trece,  Ganadora del Martín Fierro en 2009 junto con Cacho Castaña por Mejor Canción Original.
- 2007, Showmatch, jurado de Cantando por un Sueño.El Trece.
- 2006, Showmatch, jurado de Cantando por un Sueño.El Trece.
- 2004,  La Niñera, como actriz (cameo) Telefe
- 2002, Movete, conductora de Magazine. América TV.
- 2001, Poné a Francella, invitada especial Telefe
- 1999, Salvajes, como actriz (Protagonista). Canal 9.
- 1998, Más Te Vale, espectáculo musical. América TV - Programa nominado al Martín Fierro en 1999 como Mejor Programa Musical.
- 1997, Videomatch, como conductora del segmento humorístico "Vale Valeria". Telefe
- 1996, Tres Tristes Tigres (programa de televisión), invitada especial El Trece
- 1996,  Poliladron (1996) Como actriz (Participación Especial - Rol "la voz").El Trece
- 1994, Soñando Con Valeria, espectáculo musical. El Trece - Programa nominado al Martín Fierro en 1995 como Mejor Programa de Música y Variedades.
- 1993, Peor es nada, invitada especial El Trece
- 1991, Buenos Aires, Hablame de amor, como cantante (tema principal). Canal 7 (Argentina)
- 1989, La extraña dama, como cantante (tema principal). Canal 9 (Argentina)

## Cine
- 1989, Tango Bar. Dirección: Marcos Zurinaga. Guion: José Pablo Feinmann, Juan Carlos Codazzi y Marcos Zurinaga.
- 1974, La civilización está haciendo masa y no deja oír. Dirección: Julio César Ludueña. Guion: Julio César Ludueña.

## Premios y reconocimientos
- 1983 Nominación al Premio Grammy por las orquestaciones de la canción "Cambias mi amor", incluida en el disco Quiéreme (primera vez que el premio se hacía extensivo a Latinoamérica), Estados Unidos.
- 1983 Reconocimiento Multiplatino para el disco Quiéreme.
- 1983 Trofeo Abeja Reina, México.
- 1984 Reconocimiento de Oro para los discos En vivo y Capricornio (reedición).
- 1984 Reconocimiento de Platino para disco Un poco más de mí.
- 1984 Reconocimiento Multiplatino disco Cada día más.
- 1985 Reconocimiento Multiplatino disco Para cantarle a la vida.
- 1985 Reconocimiento por récord de asistencia al espectáculo Para cantarle a la vida, teatro Astros, 53 funciones.
- 1985 Premio Gran Festival Yamaha de la canción, Mejor intérprete y Mejor canción: "Rompecabezas"; Tokio, Japón.
- 1986 Reconocimiento Multiplatino disco Sin fronteras.
- 1987 Reconocimiento doble platino para el disco Valeria canta el tango.
- 14/2/1987 Canción Fuera de mi vida alcanza la posición 17 en el top Latin Billboard/USA simples + vendidos.[13]
- 19/8/1987 Canción Muñeca rota alcanza la posición 21 en el top Latin Billboard/USA simples + vendidos.
- 1987 Nominación ACE New York figura femenina del año.
- 1988 ACE NEW YORK, mejor espectáculo Carneggie hall A cualquier precio tour.
- 23/4/1988 Canción Ámame en cámara lenta alcanza la posición 28 en el top Latin Billboard USA simples más vendidos.
- 1/10/1988 Canción Si tanto te amé alcanza la posición 33 en el top Latin Billboard/USA simples + vendidos.
- 1/12/1988 Canción A Cualquier Precio alcanza la posición 20 en el top Latin Billboard/USA.
- 1988 Reconocimiento Multiplatino disco A cualquier precio.
- 1988 Latin Award Voz de voces.
- 1988 Martín Fierro Mejor espectáculo Musical A cualquier precio Canal 9.
- 1989 Martín Fierro Mejor espectáculo Musical Energía El Trece.
- 1990 Reconocimiento Triple Platino disco Energía y doble platino Mis mejores canciones.
- 10/2/1990 Canción Hay un mañana alcanza la posición 38 top Latin Billboard/ USA sencillos + vendidos.
- 1990 Premio Aplauso 92 "Cantante femenina del año", Miami, Estados Unidos.
- 1991 Plaqueta Aptra reconocimiento compartido con Soda Stereo al Espectáculo Buenos Aires vivo, El Trece.
- 1991 Martín Fierro "Mejor labor en musical" por Háblame de amor"
- 1991 Premio Konex - Diploma al Mérito "Mejor actriz de musical de la década".
- 1991 Reconocimiento doble platino disco Háblame de amor.
- 1991 Tema Mañana al despertar, disco Háblame de amor número uno de la lista de los diez primeros latino del listado Billboard de sencillos más vendidos, Estados Unidos.
- 1991 Nominación Premio Martín Fierro "Mejor Labor en Espectáculo Musical" Hablame de amor, El Trece.
- 1992 Martín Fierro Mejor Espectáculo Musical Sin Red El Trece.
- 1994 Llave de la Ciudad de San Juan de Puerto Rico.
- 1994 Paloma de la Paz, Perú.
- 1994 Disco de platino por Caravana de sueños.
- 1994 Nominación al Martín Fierro, por «Mejor labor en espectáculo musical y programa de música, Valeria Lynch y Soñando con Valeria (en Canal13).
- 1995 Konex cantante pop de la década.
- 1995 Premio Ace a la mejor cantante melódica.
- 1995 Premio Ace a la mejor actriz de musical por El beso de la mujer araña.
- 1996 Disco de platino por De regreso al amor.
- 1997 Disco de oro por Baila conmigo.
- 1998 Llave de oro de la ciudad de Miami, Estados Unidos.
- 2000 Reconocimiento platino por disco Algo natural (Editorial Atlántida).
- 2002 Gaviota de Oro, festival de Viña del Mar, Chile.
- 2003 Premio Paoli, a la trayectoria, Puerto Rico.
- 2003 Reconocimiento de Oro CD Trayectoria, Universal discos.
- 2004 Reconocimiento de Oro para CD Vivo por Valeria, Raysa Record.
- 2005 Premio Península, Italia.
- 2006 Nominación Premio ACE por Actriz de Musical Víctor Victoria.
- 2009 Disco de Oro CD Oro, Sony Bmg.
- 2009 Premio Martín Fierro por «mejor cortina musical» serie de televisión Por amor a vos, El Trece, dueto con Cacho Castaña.
- 2010 Premio Carlos por actuación femenina en espectáculo revisteril "Carnaval de Estrellas".
- 2010 Premio Raíces Italianas otorgado por el Comité de Buenos Aires, órgano representativo para los italianos radicados en Argentina.
- En noviembre de 2010 la legislatura de Buenos Aires declaró a Valeria Lynch "Personalidad Ilustre de la Cultura".
- 2010 Disco de Oro CD O Todo O Nada, Leader Music.
- 2012 Baldozón de la ciudad. La Ciudad de Buenos Aires inmortaliza a Valeria Lynch con un baldozón por su canción "Buenos Aires" con la letra de la misma.
- 2013 Nominación al premio Carlos Gardel en la categoría "Álbum melódico" por su CD Loba.
- Ciudadana Ilustre de Montevideo en Uruguay.
- 2014 Premio Latin Grammy a la Excelencia Musical.
- 2015 Premios Carlos Gardel Mejor Álbum Artista Melódico Valeria Con Todo.
- 2018 Nominación en premio Gardel "Mejor álbum artista femenina de Rock" Extraña Dama del Rock
- 2018 Premio Hugo mejor actuación femenina en musical por Sunset Boulevard
- 2018 Premio ACE a la mejor actriz de musical por Sunset Boulevard
- 2020 Nominación en Premios Carlos Gardel "Mejor álbum artista femenina de Rock" Rompecabezas - Terapia De Rock

## Giras
- En Concierto (1982)
- Un Poco Más De Mi (1984)
- Cada Día Más (1985)
- Para Cantarle A La Vida (1985)
- El Show (1986)
- Sin Fronteras (1987)
- A Cualquier Precio (1988)
- Energía (1989)
- Mis Mejores Canciones (1990), (Festivales/ Teatros)
- Valeria... Hablame De Amor (1991)
- Sin Red (1992)
- Valeria Y Los Grandes (1993)
- Caravana De Sueños (1994)
- Baila Conmigo (1997)
- Algo Natural (2000)
- 20 Años De Shows (2002)
- Vivo Por Valeria (2004)
- Única (2005)
- Como Nunca (2007)
- Vale Oro (2008)
- Cada Día Más Valeria (2009)
- La Máxima (2010)
- Loba (2011)
- Valeria Vale (2012)
- La Elegida (2013)
- Valeria Con Todo (2014)
- Grande Val (2016),
- Extraña Dama Del Rock (2017)
- RompeCabezas (2018)
- Íntimo (Gira por Uruguay y Argentina) (2020, 2021)
- Vale Tour (2022, 2023)
- Íntimo (Gira por Argentina, Uruguay) (2024)
- El Regreso (Teatro Gran Rex) (2024, 2025)

## Conciertos Especiales
- Los Románticos, La Última Cita (1997), (Teatro Opera)
- Para Que Bailen Las Madres (1997), (Estadio Luna Park)
- Sinfónica (2015), (Teatro Colón)
- Te Espero En Casa (2020), (Show Streaming)
- Imparable (2020), (Show Streaming)
- Solo Esta Vez (2020), (Show Streaming)

Valeria Lynch ha brindado más de 5000 recitales y se ha presentado en algunas de las salas más importantes del mundo: Carneggie Hall de Nueva York, James Knight de Miami, Desert Inn de Las Vegas, Teatro Metropolitan de México, Nippon Budokan de Tokio, Japón, Centro Bellas Artes de Puerto Rico y Teatro Áriston de San Remo, Italia. También se ha presentado en los teatros argentinos: Colón, Ópera, Gran Rex, Ángel Bustello, Luna Park, Odeón, Liceo, Lola Membrives, Presidente Alvear, Broadway, El Nacional, Orfeo Superdomo, Coliseo y Astros.